# Luis XII de Francia
Luis XII de Francia, o anteriormente Luis II de Orleans (Blois, 27 de junio de 1462-París, 1 de enero de 1515), fue rey de Francia de 1498 a 1515.
Hijo del duque Carlos I de Orleans y María de Cléveris, recibió el nombre de padre del pueblo en los Estados Generales de 1506.
Bisnieto del rey Carlos V, recibió la corona al fallecer su primo y cuñado, el rey Carlos VIII. Se casó en tres ocasiones: con Juana de Valois, con Ana de Bretaña, y con María Tudor, a la que dejó viuda. Del segundo matrimonio tuvo dos hijas: la futura reina Claudia de Francia y la princesa Renata de Francia.

## Biografía

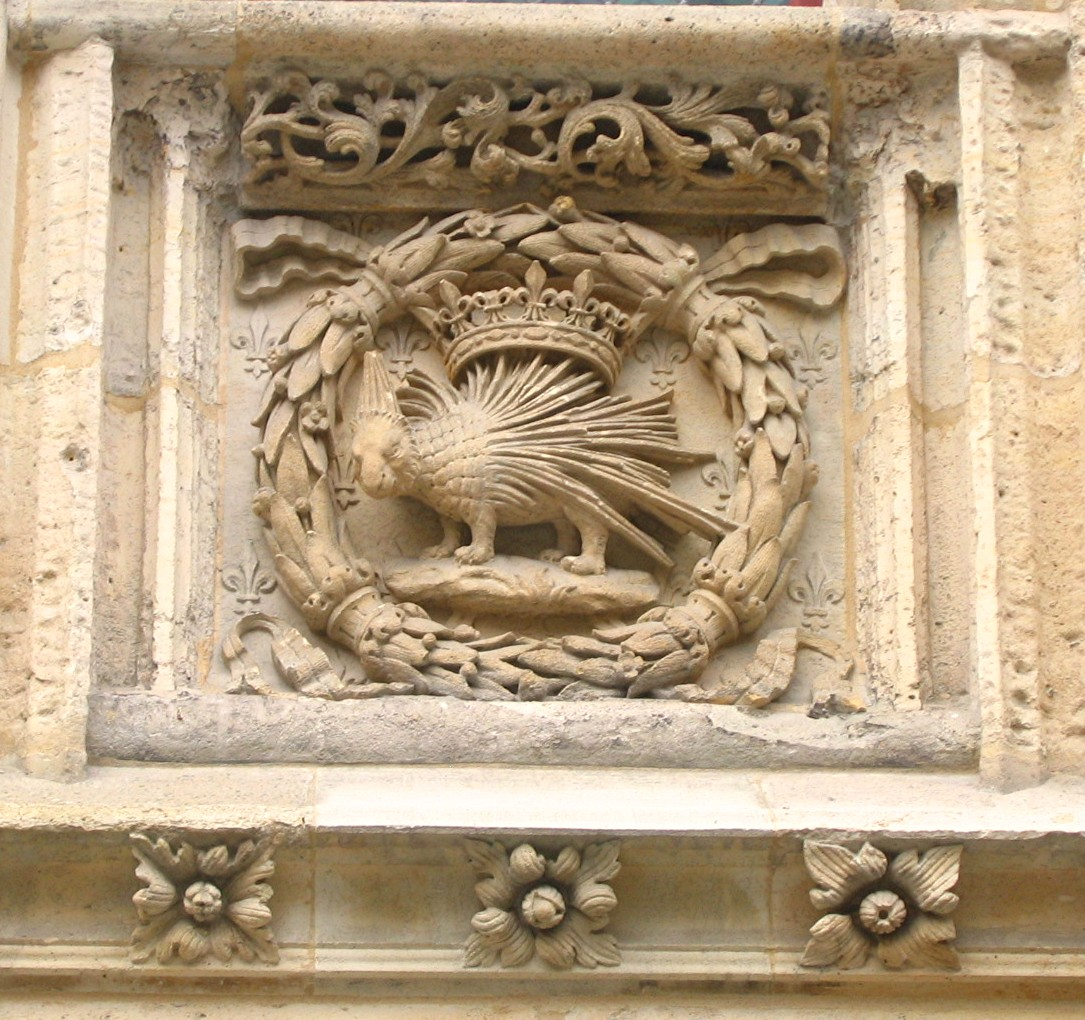
Su símbolo, un puercoespín en Ruan.

Era hijo de Carlos I de Orleans, el príncipe poeta, y de María de Cléveris y bisnieto de Carlos V de Francia.
Al quedar huérfano de padre a los tres años, es adoptado por Luis XI, padre de su primera esposa Juana de Valois.
En 1484, descontento con la regencia de Ana de Francia, participa en la llamada Guerra loca y cae prisionero en la batalla de Saint-Aubin-du-Cormier, en julio de 1488. Indultado tras tres años de prisión, sigue a su primo el rey Carlos VIII a Italia, donde fracasará en sus planes de conquistar el ducado de Milán para su propio beneficio. Es lo que se conoce como Primera Guerra de Italia.

## Primer matrimonio

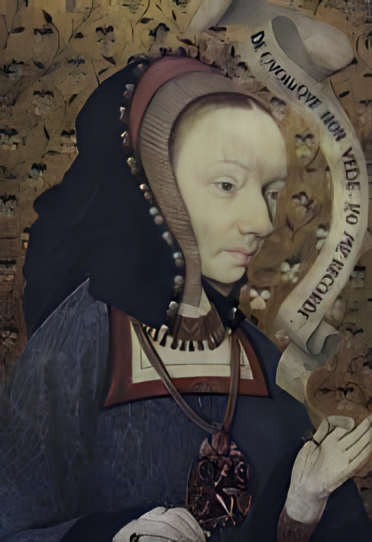
Primera esposa, Juana de Valois.

En 1476, Luis estaba obligado a casarse con la piadosa Juana de Francia (1464-1505), la hija de Luis XI y hermana de Carlos VIII. Juana ha sido canonizada por la Iglesia Católica.
Consigue que el papa Alejandro VI Borgia, anule su primer matrimonio al dar al hijo de este, César Borgia el ducado de Valentinois, basándose en que el casamiento había sido impuesto por Luis XI. El matrimonio fue anulado a fin de permitir que se casara con la viuda de Carlos VIII, la exreina consorte, Ana de Bretaña (1477-1514), que era la hija y heredera de Francisco II de Bretaña, en una estrategia destinada a integrar el ducado de Bretaña en la monarquía francesa.
La anulación, que se describe como "una de las más sórdidas demandas del mundo", no fue fácil. Para la anulación, Luis XII no se basó, como era de esperar, en la consanguinidad (la reserva general para la disolución de un matrimonio en esa época). A pesar de que podía haber presentado testigos que afirmaran que los dos estaban estrechamente relacionados debido a varios matrimonios que los unía, no había ninguna prueba documental, más que las opiniones de los cortesanos. Del mismo modo, Luis no podía argumentar que, para el momento del enlace, no tenía la edad legal de consentimiento (catorce) para casarse: nadie estaba seguro de cuando había nacido, algunos afirman que tenía doce años para el momento de la boda, y otros estiman que tenía entre once y trece. Como no había ninguna prueba real, sin embargo, se vio obligado a presentar otros argumentos.
En consecuencia, Luis (para horror de su reina) afirmó que estaba físicamente mal formada, proporcionando una gran variedad de detalles precisos e íntimos; y que, por lo tanto, había sido incapaz de consumar el matrimonio. Juana, como era de esperar, luchó ferozmente contra esta acusación incierta, y presentó testigos que afirmaron haber escuchado a Luis contar: "he montado a mi mujer tres o cuatro veces durante la noche." Él también afirmó que su rendimiento sexual había sido inhibido por la brujería, Juana respondió preguntando cómo era capaz de saber eso, sin haber intentado hacer el amor con ella.
Si el Papado hubiese sido neutral, Juana probablemente hubiera ganado, porque el caso Luis XII era muy débil. Desafortunadamente para ella, el papa Alejandro VI, por motivos políticos, se pronunció en su contra y le concedió al Rey la anulación; sobre la base de que Luis no se casó libremente, sino que fue obligado a casarse por la insistencia de Luis XI el padre de Juana. Indignada, Juana se hizo a un lado de mala gana, diciendo que ella iba a rezar por su exmarido, y Luis XII se casó con la exreina igualmente reticente, Ana de Bretaña.

## Segundo matrimonio

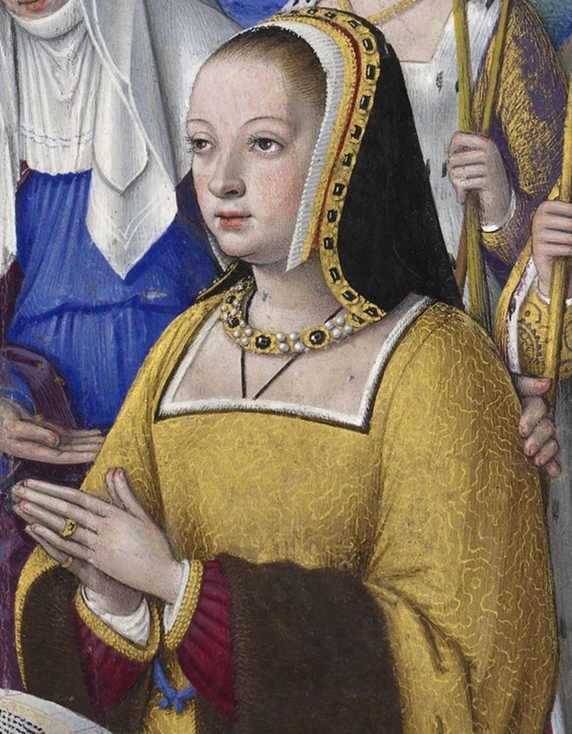
Ana de Bretaña, su segunda esposa.

Luis XII se casó con la mujer de su antecesor, garantizando así a los reyes franceses de manera permanente la anexión de Bretaña.
Hizo un pedido de anulación de su boda con Juana de Francia al Papa Alejandro VI para poder conseguir que la poderosa Bretaña continuase unida a Francia, casándose con Ana.
Cuando Carlos VIII murió en 1498, Ana contaba con 21 años y no tenía hijos sobrevivientes. Legalmente, estaba obligada a casarse con el ahora nuevo rey, sin embargo Luis XII ya estaba casado, con Juana, hija de Luis XI y hermana de Carlos VIII. El 19 de agosto de 1498, en Étampes, accedió a casarse con Luis si obtenía la anulación de Juana en el plazo de un año. Si Ana había apostado a que dicha anulación nunca llegaría, perdió, ya que el primer matrimonio de Luis fue disuelto por el papa antes de finalizar el año.
Mientras tanto, en octubre de 1498, Ana regresó a sus dominios de Bretaña. Restauró a su fiel Philippe de Montauban en la Cancillería de Bretaña, nombró al príncipe de Orange como Teniente General Hereditario de la Bretaña, convocó a los Estados de Bretaña, y ordenó la producción de una moneda con su nombre. Aprovechó la oportunidad para visitar muchos lugares del ducado, que nunca había podido conocer de niña. Entró triunfante en las ciudades del ducado, donde sus vasallos la recibieron espléndidamente.
La ceremonia del tercer matrimonio de Ana, el 8 de enero de 1499 (que vestía de blanco, sentando un precedente para futuras novias), se celebró bajo condiciones radicalmente diferentes de las de la segunda. Ya no era una niña, pero era una reina viuda, y estaba decidida a asegurar el reconocimiento de sus derechos como duquesa soberana de ahora en adelante. A pesar de que su nuevo marido ejercía poderes del soberano de Bretaña, se le reconoció formalmente su derecho al título de "duquesa de Bretaña" y a tomar decisiones en nombre propio. El matrimonio era tirante al principio pero luego se cimentó a través de un amor afectuoso.
Como duquesa, Ana defendió ferozmente la independencia de su ducado. Arregló el matrimonio de su hija, Claudia de Francia, con Carlos de Habsburgo en 1501, para reforzar la alianza franco-española y asegurar el éxito de Francia en las guerras de Italia, sin embargo, Luis XII rompió el matrimonio cuando se hizo probable que Ana no daría a luz a un heredero varón. En cambio, Luis XII arregló un matrimonio entre Claudia y el heredero al trono de Francia, Francisco de Angulema. Ana, decidida a mantener la independencia bretona, se negó a consentir dicho matrimonio; el cual finalmente, tuvo lugar después de su muerte.

### Descendencia
Tuvieron dos hijas, además de otros que fallecieron:
| Con Ana de Bretaña  |                       |                     |                                                                             |
| Nombre              | Nacimiento            | Muerte              | Notas                                                                       |
| Claudia de Francia  | 14 de octubre de 1499 | 20 de julio de 1524 | Se casó con Francisco I de Francia el 18 de mayo de 1514. Tuvieron 7 hijos. |
| Hijo sin nombre     | 1500                  | 1500                | muerto.                                                                     |
| Hijo sin nombre     | 21 de enero de 1503   | 21 de enero de 1503 | muerto.                                                                     |
| Aborto involuntario | a finales de 1503     | a finales de 1503   |                                                                             |
| Aborto involuntario | 1505                  | 1505                |                                                                             |
| Hijo sin nombre     | 21 de enero de 1508   | 21 de enero de 1508 | Muerto, algunas fuentes dicen que se trataba de un aborto involuntario      |
| Aborto involuntario | 1509                  | 1509                |                                                                             |
| Renata de Francia   | 25 de octubre de 1510 | 12 de junio de 1574 | Se casó con Hércules II de Este en abril de 1528. Tuvieron 5 hijos.         |
| Hijo sin nombre     | 21 de enero de 1512   | 21 de enero de 1512 | muerto                                                                      |

Luis XII también tuvo un hijo ilegítimo Michel de Bucy arzobispo de Bourges en 1505, que murió en 1511 y fue enterrado en la catedral de Bourges.

## Carrera
Por la ascendencia de su abuela paterna Valentina Visconti consideraba tener derechos hereditarios sobre el Ducado de Milán, conduciendo a Francia a la Guerra italiana de 1499-1501, donde aliado con la República de Venecia y el Papado destituiría a Ludovico Sforza como duque de Milán. Producto de su conquista, Luis XII tomó bajo su protección al marqués de Mantua Francisco II Gonzaga y al duque de Ferrara Alfonso I d'Este; Giovanni II Bentivoglio, signore de Bolonia, también se acogió a él. La República de Florencia firmó un tratado de alianza con Francia y la República de Génova es convertida en estado satélite de Francia.
Como duque de Milán, Luis XII, es retratado en el cuadro de Alvise De Donati, María Magdalena, Marta, Lázaro y Maximino adorados por el Príncipe y la Princesa de Provenza. (Museo Nacional de Arte de Cataluña, Barcelona; originalmente en la iglesia de San Bartolomé en Caspano) El rey y la reina de Francia, identificados como príncipes de Provenza, están arrodillados, el Rey tiene en sus manos la corona que aparece en las monedas acuñadas por la Casa de la Moneda de Milán. Este es el único retrato de figura completa de un rey de Francia realizado por un pintor del renacimiento italiano que ha llegado hasta nosotros.
En 1500, Luis XII firmaría el Tratado de Granada con Fernando el Católico, rey de Aragón para repartirse entre ambos el territorio de Sicilia Citerior, bajo el gobierno de Federico I. Sobre la base de los acuerdos, el norte del reino quedó en poder de Francia, formándose el Reino de Nápoles, y el sur en manos del reino de Aragón, uniéndose a Sicilia Ulterior. Las discrepancias entre ambos firmantes llevaron dos años después al enfrentamiento armado, en el que las tropas de Gonzalo Fernández de Córdoba expulsaron al ejército francés, quedando el Reino de Nápoles en poder de Aragón.
El 22 de septiembre de 1504, firma el tratado de Blois, que los Estados Generales de Tours anularán a petición suya en 1506.
En 1511, Luis XII se enfrentó a los ejércitos de la Liga Santa (alianza militar) creada por el papa Julio II para contrarrestar el poder francés en la península italiana. En el plano religioso Luis XII promovió el Conciliábulo de Pisa con el objetivo de deponer a Julio II.
Fernando el Católico ocupó el Reino de Navarra. En 1513, los suizos asedian Dijon. En agosto del mismo año, los ingleses vencen en la batalla de Guinegate y los franceses fracasan en su tentativo de reconquista del ducado de Milán en la batalla de Novara.
Finalmente en tratados separados, entre los que está el polémico tratado de Dijon, Luis XII desmembra la Liga Santa.

## Tercer matrimonio

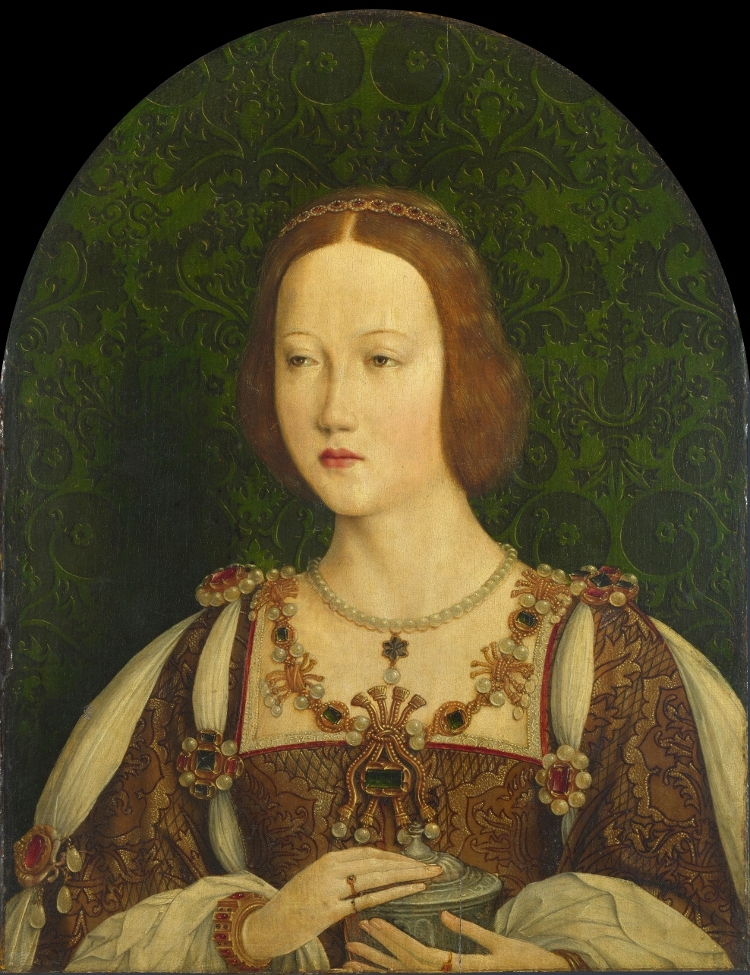
Su tercera esposa, María Tudor.

Al enviudar Luis XII de Ana de Bretaña, el cardenal Wolsey negoció un tratado de paz con Francia, de manera que el francés se volvió a casar el 9 de octubre de 1514 en la catedral de Abbeville, Francia, con la hermana del rey Enrique VIII de Inglaterra, María Tudor, que entonces contaba sólo con dieciocho años; él tenía cincuenta y dos.
María fue descrita por el embajador de Venecia como "un paraíso: alta, delgada, de ojos grises, y dueña de una palidez extrema". Llevaba su sedosa cabellera rojiza-dorada suelta hasta la cintura.
A pesar de sus dos matrimonios anteriores, el rey no tenía hijos vivos y con esta boda tenía la intención de concebir un heredero para su trono, y también, tal vez, establecer para sus descendientes una futura pretensión al trono inglés. Sus planes no se concretaron. No tuvieron hijos, ya que el matrimonio apenas duró tres meses, al morir el rey supuestamente por "sus esfuerzos en el dormitorio".
María regresó a Inglaterra; no obstante, fue conocida generalmente por sus contemporáneos ingleses como la Reina de Francia.

## Muerte
Luis XII murió el 1 de enero de 1515, y fue enterrado en la Basílica de Saint-Denis. Debido a la tradición de la ley sálica, que no permitía a las mujeres heredar el trono de Francia, fue sucedido por su primo segundo, Francisco I (que también era su yerno), quien fundó su propia línea dinástica de reyes franceses.

## Genealogía
|                               |                               |                               |                               |                               |                               |  |  |  |  |  |  |                              |                              | Carlos V (1336-1364-1380)    | Carlos V (1336-1364-1380)    | Carlos V (1336-1364-1380)    | Carlos V (1336-1364-1380)    | Carlos V (1336-1364-1380) | Carlos V (1336-1364-1380) |  |  |                             |                             |                             |                             |                             |                             |                                |                                | Juana de Borbón (1339-1373)    | Juana de Borbón (1339-1373)    | Juana de Borbón (1339-1373)    | Juana de Borbón (1339-1373)    | Juana de Borbón (1339-1373)          | Juana de Borbón (1339-1373)          |                                      |                                      |                                      |                                      |  |  |                               |                               |                                |                                |                                |                                |                                |                                |                             |                             |                             |                             |                                |                                |                                |                                |                                |                                |
|                               |                               |                               |                               |                               |                               |  |  |  |  |  |  |                              |                              | Carlos V (1336-1364-1380)    | Carlos V (1336-1364-1380)    | Carlos V (1336-1364-1380)    | Carlos V (1336-1364-1380)    | Carlos V (1336-1364-1380) | Carlos V (1336-1364-1380) |  |  |                             |                             |                             |                             |                             |                             |                                |                                | Juana de Borbón (1339-1373)    | Juana de Borbón (1339-1373)    | Juana de Borbón (1339-1373)    | Juana de Borbón (1339-1373)    | Juana de Borbón (1339-1373)          | Juana de Borbón (1339-1373)          |                                      |                                      |                                      |                                      |  |  |                               |                               |                                |                                |                                |                                |                                |                                |                             |                             |                             |                             |                                |                                |                                |                                |                                |                                |
|                               |                               |                               |                               |                               |                               |  |  |  |  |  |  |                              |                              |                              |                              |                              |                              |                           |                           |  |  |                             |                             |                             |                             |                             |                             |                                |                                |                                |                                |                                |                                |                                      |                                      |                                      |                                      |                                      |                                      |  |  |                               |                               |                                |                                |                                |                                |                                |                                |                             |                             |                             |                             |                                |                                |                                |                                |                                |                                |
|                               |                               |                               |                               |                               |                               |  |  |  |  |  |  |                              |                              |                              |                              |                              |                              |                           |                           |  |  |                             |                             |                             |                             |                             |                             |                                |                                |                                |                                |                                |                                |                                      |                                      |                                      |                                      |                                      |                                      |  |  |                               |                               |                                |                                |                                |                                |                                |                                |                             |                             |                             |                             |                                |                                |                                |                                |                                |                                |
| Isabel de Baviera (1371-1435) | Isabel de Baviera (1371-1435) | Isabel de Baviera (1371-1435) | Isabel de Baviera (1371-1435) | Isabel de Baviera (1371-1435) | Isabel de Baviera (1371-1435) |  |  |  |  |  |  | Carlos VI (1368-1380-1422)   | Carlos VI (1368-1380-1422)   | Carlos VI (1368-1380-1422)   | Carlos VI (1368-1380-1422)   | Carlos VI (1368-1380-1422)   | Carlos VI (1368-1380-1422)   |                           |                           |  |  |                             |                             |                             |                             |                             |                             |                                |                                |                                |                                | Luis de Valois (1372-1407)     | Luis de Valois (1372-1407)     | Luis de Valois (1372-1407)           | Luis de Valois (1372-1407)           | Luis de Valois (1372-1407)           | Luis de Valois (1372-1407)           |                                      |                                      |  |  |                               |                               | Valentina Visconti (1370-1408) | Valentina Visconti (1370-1408) | Valentina Visconti (1370-1408) | Valentina Visconti (1370-1408) | Valentina Visconti (1370-1408) | Valentina Visconti (1370-1408) |                             |                             |                             |                             |                                |                                |                                |                                |                                |                                |
| Isabel de Baviera (1371-1435) | Isabel de Baviera (1371-1435) | Isabel de Baviera (1371-1435) | Isabel de Baviera (1371-1435) | Isabel de Baviera (1371-1435) | Isabel de Baviera (1371-1435) |  |  |  |  |  |  | Carlos VI (1368-1380-1422)   | Carlos VI (1368-1380-1422)   | Carlos VI (1368-1380-1422)   | Carlos VI (1368-1380-1422)   | Carlos VI (1368-1380-1422)   | Carlos VI (1368-1380-1422)   |                           |                           |  |  |                             |                             |                             |                             |                             |                             |                                |                                |                                |                                | Luis de Valois (1372-1407)     | Luis de Valois (1372-1407)     | Luis de Valois (1372-1407)           | Luis de Valois (1372-1407)           | Luis de Valois (1372-1407)           | Luis de Valois (1372-1407)           |                                      |                                      |  |  |                               |                               | Valentina Visconti (1370-1408) | Valentina Visconti (1370-1408) | Valentina Visconti (1370-1408) | Valentina Visconti (1370-1408) | Valentina Visconti (1370-1408) | Valentina Visconti (1370-1408) |                             |                             |                             |                             |                                |                                |                                |                                |                                |                                |
|                               |                               |                               |                               |                               |                               |  |  |  |  |  |  |                              |                              |                              |                              |                              |                              |                           |                           |  |  |                             |                             |                             |                             |                             |                             |                                |                                |                                |                                |                                |                                |                                      |                                      |                                      |                                      |                                      |                                      |  |  |                               |                               |                                |                                |                                |                                |                                |                                |                             |                             |                             |                             |                                |                                |                                |                                |                                |                                |
|                               |                               |                               |                               |                               |                               |  |  |  |  |  |  |                              |                              |                              |                              |                              |                              |                           |                           |  |  |                             |                             |                             |                             |                             |                             |                                |                                |                                |                                |                                |                                |                                      |                                      |                                      |                                      |                                      |                                      |  |  |                               |                               |                                |                                |                                |                                |                                |                                |                             |                             |                             |                             |                                |                                |                                |                                |                                |                                |
| María de Anjou (1404-1463)    | María de Anjou (1404-1463)    | María de Anjou (1404-1463)    | María de Anjou (1404-1463)    | María de Anjou (1404-1463)    | María de Anjou (1404-1463)    |  |  |  |  |  |  | Carlos VII (1403-1422-1461)  | Carlos VII (1403-1422-1461)  | Carlos VII (1403-1422-1461)  | Carlos VII (1403-1422-1461)  | Carlos VII (1403-1422-1461)  | Carlos VII (1403-1422-1461)  |                           |                           |  |  | María de Cleves (1423-1487) | María de Cleves (1423-1487) | María de Cleves (1423-1487) | María de Cleves (1423-1487) | María de Cleves (1423-1487) | María de Cleves (1423-1487) |                                |                                |                                |                                |                                |                                | Carlos I de Orleans (1394-1465)      | Carlos I de Orleans (1394-1465)      | Carlos I de Orleans (1394-1465)      | Carlos I de Orleans (1394-1465)      | Carlos I de Orleans (1394-1465)      | Carlos I de Orleans (1394-1465)      |  |  | Juan de Orleans (1400-1467)   | Juan de Orleans (1400-1467)   | Juan de Orleans (1400-1467)    | Juan de Orleans (1400-1467)    | Juan de Orleans (1400-1467)    | Juan de Orleans (1400-1467)    |                                |                                |                             |                             |                             |                             | Margarita de Rohan (1449-1493) | Margarita de Rohan (1449-1493) | Margarita de Rohan (1449-1493) | Margarita de Rohan (1449-1493) | Margarita de Rohan (1449-1493) | Margarita de Rohan (1449-1493) |
| María de Anjou (1404-1463)    | María de Anjou (1404-1463)    | María de Anjou (1404-1463)    | María de Anjou (1404-1463)    | María de Anjou (1404-1463)    | María de Anjou (1404-1463)    |  |  |  |  |  |  | Carlos VII (1403-1422-1461)  | Carlos VII (1403-1422-1461)  | Carlos VII (1403-1422-1461)  | Carlos VII (1403-1422-1461)  | Carlos VII (1403-1422-1461)  | Carlos VII (1403-1422-1461)  |                           |                           |  |  | María de Cleves (1423-1487) | María de Cleves (1423-1487) | María de Cleves (1423-1487) | María de Cleves (1423-1487) | María de Cleves (1423-1487) | María de Cleves (1423-1487) |                                |                                |                                |                                |                                |                                | Carlos I de Orleans (1394-1465)      | Carlos I de Orleans (1394-1465)      | Carlos I de Orleans (1394-1465)      | Carlos I de Orleans (1394-1465)      | Carlos I de Orleans (1394-1465)      | Carlos I de Orleans (1394-1465)      |  |  | Juan de Orleans (1400-1467)   | Juan de Orleans (1400-1467)   | Juan de Orleans (1400-1467)    | Juan de Orleans (1400-1467)    | Juan de Orleans (1400-1467)    | Juan de Orleans (1400-1467)    |                                |                                |                             |                             |                             |                             | Margarita de Rohan (1449-1493) | Margarita de Rohan (1449-1493) | Margarita de Rohan (1449-1493) | Margarita de Rohan (1449-1493) | Margarita de Rohan (1449-1493) | Margarita de Rohan (1449-1493) |
|                               |                               |                               |                               |                               |                               |  |  |  |  |  |  |                              |                              |                              |                              |                              |                              |                           |                           |  |  |                             |                             |                             |                             |                             |                             |                                |                                |                                |                                |                                |                                |                                      |                                      |                                      |                                      |                                      |                                      |  |  |                               |                               |                                |                                |                                |                                |                                |                                |                             |                             |                             |                             |                                |                                |                                |                                |                                |                                |
|                               |                               |                               |                               |                               |                               |  |  |  |  |  |  |                              |                              |                              |                              |                              |                              |                           |                           |  |  |                             |                             |                             |                             |                             |                             |                                |                                |                                |                                |                                |                                |                                      |                                      |                                      |                                      |                                      |                                      |  |  |                               |                               |                                |                                |                                |                                |                                |                                |                             |                             |                             |                             |                                |                                |                                |                                |                                |                                |
| Carlota de Saboya (1441-1483) | Carlota de Saboya (1441-1483) | Carlota de Saboya (1441-1483) | Carlota de Saboya (1441-1483) | Carlota de Saboya (1441-1483) | Carlota de Saboya (1441-1483) |  |  |  |  |  |  | Luis XI (1423-1461-1483)     | Luis XI (1423-1461-1483)     | Luis XI (1423-1461-1483)     | Luis XI (1423-1461-1483)     | Luis XI (1423-1461-1483)     | Luis XI (1423-1461-1483)     |                           |                           |  |  | Ana de Bretaña (1477-1514)  | Ana de Bretaña (1477-1514)  | Ana de Bretaña (1477-1514)  | Ana de Bretaña (1477-1514)  | Ana de Bretaña (1477-1514)  | Ana de Bretaña (1477-1514)  |                                |                                |                                |                                |                                |                                | Luis XII de Francia (1462-1498-1515) | Luis XII de Francia (1462-1498-1515) | Luis XII de Francia (1462-1498-1515) | Luis XII de Francia (1462-1498-1515) | Luis XII de Francia (1462-1498-1515) | Luis XII de Francia (1462-1498-1515) |  |  | Carlos de Orleans (1459-1496) | Carlos de Orleans (1459-1496) | Carlos de Orleans (1459-1496)  | Carlos de Orleans (1459-1496)  | Carlos de Orleans (1459-1496)  | Carlos de Orleans (1459-1496)  |                                |                                |                             |                             |                             |                             | Luisa de Saboya (1476-1519)    | Luisa de Saboya (1476-1519)    | Luisa de Saboya (1476-1519)    | Luisa de Saboya (1476-1519)    | Luisa de Saboya (1476-1519)    | Luisa de Saboya (1476-1519)    |
| Carlota de Saboya (1441-1483) | Carlota de Saboya (1441-1483) | Carlota de Saboya (1441-1483) | Carlota de Saboya (1441-1483) | Carlota de Saboya (1441-1483) | Carlota de Saboya (1441-1483) |  |  |  |  |  |  | Luis XI (1423-1461-1483)     | Luis XI (1423-1461-1483)     | Luis XI (1423-1461-1483)     | Luis XI (1423-1461-1483)     | Luis XI (1423-1461-1483)     | Luis XI (1423-1461-1483)     |                           |                           |  |  | Ana de Bretaña (1477-1514)  | Ana de Bretaña (1477-1514)  | Ana de Bretaña (1477-1514)  | Ana de Bretaña (1477-1514)  | Ana de Bretaña (1477-1514)  | Ana de Bretaña (1477-1514)  |                                |                                |                                |                                |                                |                                | Luis XII de Francia (1462-1498-1515) | Luis XII de Francia (1462-1498-1515) | Luis XII de Francia (1462-1498-1515) | Luis XII de Francia (1462-1498-1515) | Luis XII de Francia (1462-1498-1515) | Luis XII de Francia (1462-1498-1515) |  |  | Carlos de Orleans (1459-1496) | Carlos de Orleans (1459-1496) | Carlos de Orleans (1459-1496)  | Carlos de Orleans (1459-1496)  | Carlos de Orleans (1459-1496)  | Carlos de Orleans (1459-1496)  |                                |                                |                             |                             |                             |                             | Luisa de Saboya (1476-1519)    | Luisa de Saboya (1476-1519)    | Luisa de Saboya (1476-1519)    | Luisa de Saboya (1476-1519)    | Luisa de Saboya (1476-1519)    | Luisa de Saboya (1476-1519)    |
|                               |                               |                               |                               |                               |                               |  |  |  |  |  |  |                              |                              |                              |                              |                              |                              |                           |                           |  |  |                             |                             |                             |                             |                             |                             |                                |                                |                                |                                |                                |                                |                                      |                                      |                                      |                                      |                                      |                                      |  |  |                               |                               |                                |                                |                                |                                |                                |                                |                             |                             |                             |                             |                                |                                |                                |                                |                                |                                |
|                               |                               |                               |                               |                               |                               |  |  |  |  |  |  |                              |                              |                              |                              |                              |                              |                           |                           |  |  |                             |                             |                             |                             |                             |                             |                                |                                |                                |                                |                                |                                |                                      |                                      |                                      |                                      |                                      |                                      |  |  |                               |                               |                                |                                |                                |                                |                                |                                |                             |                             |                             |                             |                                |                                |                                |                                |                                |                                |
| Ana de Bretaña (1477-1514)    | Ana de Bretaña (1477-1514)    | Ana de Bretaña (1477-1514)    | Ana de Bretaña (1477-1514)    | Ana de Bretaña (1477-1514)    | Ana de Bretaña (1477-1514)    |  |  |  |  |  |  | Carlos VIII (1470-1483-1498) | Carlos VIII (1470-1483-1498) | Carlos VIII (1470-1483-1498) | Carlos VIII (1470-1483-1498) | Carlos VIII (1470-1483-1498) | Carlos VIII (1470-1483-1498) |                           |                           |  |  |                             |                             |                             |                             |                             |                             | Claudia de Francia (1499-1524) | Claudia de Francia (1499-1524) | Claudia de Francia (1499-1524) | Claudia de Francia (1499-1524) | Claudia de Francia (1499-1524) | Claudia de Francia (1499-1524) |                                      |                                      |                                      |                                      |                                      |                                      |  |  |                               |                               |                                |                                |                                |                                | Francisco I 1494-1515-1547)    | Francisco I 1494-1515-1547)    | Francisco I 1494-1515-1547) | Francisco I 1494-1515-1547) | Francisco I 1494-1515-1547) | Francisco I 1494-1515-1547) |                                |                                |                                |                                |                                |                                |
| Ana de Bretaña (1477-1514)    | Ana de Bretaña (1477-1514)    | Ana de Bretaña (1477-1514)    | Ana de Bretaña (1477-1514)    | Ana de Bretaña (1477-1514)    | Ana de Bretaña (1477-1514)    |  |  |  |  |  |  | Carlos VIII (1470-1483-1498) | Carlos VIII (1470-1483-1498) | Carlos VIII (1470-1483-1498) | Carlos VIII (1470-1483-1498) | Carlos VIII (1470-1483-1498) | Carlos VIII (1470-1483-1498) |                           |                           |  |  |                             |                             |                             |                             |                             |                             | Claudia de Francia (1499-1524) | Claudia de Francia (1499-1524) | Claudia de Francia (1499-1524) | Claudia de Francia (1499-1524) | Claudia de Francia (1499-1524) | Claudia de Francia (1499-1524) |                                      |                                      |                                      |                                      |                                      |                                      |  |  |                               |                               |                                |                                |                                |                                | Francisco I 1494-1515-1547)    | Francisco I 1494-1515-1547)    | Francisco I 1494-1515-1547) | Francisco I 1494-1515-1547) | Francisco I 1494-1515-1547) | Francisco I 1494-1515-1547) |                                |                                |                                |                                |                                |                                |

(Nota: En una línea por debajo de los reyes (en versalita y sombreados en verde pálido) aparecen entre paréntesis varias fechas que indican: año nacimiento-años reinado (en negrilla)-año de fallecimiento; p.e.:, «(1368-1380-1422-1425)», hace referencia a una persona nacida en 1368, que reinó entre 1380-1422 y que falleció en 1425).)

## Ascendencia
|  |                                   |  |  |  |  |  |  |  |  |  |  |  |  |  |  |  |
|  | 16. Juan II de Francia            |  |  |  |  |  |  |  |  |  |  |  |  |  |  |  |
|  |                                   |  |  |  |  |  |  |  |  |  |  |  |  |  |  |  |
|  |                                   |  |  |  |  |  |  |  |  |  |  |  |  |  |  |  |
|  | 8. Carlos V de Francia            |  |  |  |  |  |  |  |  |  |  |  |  |  |  |  |
|  |                                   |  |  |  |  |  |  |  |  |  |  |  |  |  |  |  |
|  |                                   |  |  |  |  |  |  |  |  |  |  |  |  |  |  |  |
|  | 17. Bona de Luxemburgo            |  |  |  |  |  |  |  |  |  |  |  |  |  |  |  |
|  |                                   |  |  |  |  |  |  |  |  |  |  |  |  |  |  |  |
|  |                                   |  |  |  |  |  |  |  |  |  |  |  |  |  |  |  |
|  | 4. Luis de Valois                 |  |  |  |  |  |  |  |  |  |  |  |  |  |  |  |
|  |                                   |  |  |  |  |  |  |  |  |  |  |  |  |  |  |  |
|  |                                   |  |  |  |  |  |  |  |  |  |  |  |  |  |  |  |
|  | 18. Pedro I de Borbón             |  |  |  |  |  |  |  |  |  |  |  |  |  |  |  |
|  |                                   |  |  |  |  |  |  |  |  |  |  |  |  |  |  |  |
|  |                                   |  |  |  |  |  |  |  |  |  |  |  |  |  |  |  |
|  | 9. Juana de Borbón                |  |  |  |  |  |  |  |  |  |  |  |  |  |  |  |
|  |                                   |  |  |  |  |  |  |  |  |  |  |  |  |  |  |  |
|  |                                   |  |  |  |  |  |  |  |  |  |  |  |  |  |  |  |
|  | 19. Isabel de Valois              |  |  |  |  |  |  |  |  |  |  |  |  |  |  |  |
|  |                                   |  |  |  |  |  |  |  |  |  |  |  |  |  |  |  |
|  |                                   |  |  |  |  |  |  |  |  |  |  |  |  |  |  |  |
|  | 2. Carlos I, duque de Orleans     |  |  |  |  |  |  |  |  |  |  |  |  |  |  |  |
|  |                                   |  |  |  |  |  |  |  |  |  |  |  |  |  |  |  |
|  |                                   |  |  |  |  |  |  |  |  |  |  |  |  |  |  |  |
|  | 20. Galeazzo II Visconti          |  |  |  |  |  |  |  |  |  |  |  |  |  |  |  |
|  |                                   |  |  |  |  |  |  |  |  |  |  |  |  |  |  |  |
|  |                                   |  |  |  |  |  |  |  |  |  |  |  |  |  |  |  |
|  | 10. Gian Galeazzo Visconti        |  |  |  |  |  |  |  |  |  |  |  |  |  |  |  |
|  |                                   |  |  |  |  |  |  |  |  |  |  |  |  |  |  |  |
|  |                                   |  |  |  |  |  |  |  |  |  |  |  |  |  |  |  |
|  | 21. Blanca de Saboya              |  |  |  |  |  |  |  |  |  |  |  |  |  |  |  |
|  |                                   |  |  |  |  |  |  |  |  |  |  |  |  |  |  |  |
|  |                                   |  |  |  |  |  |  |  |  |  |  |  |  |  |  |  |
|  | 5. Valentina Visconti             |  |  |  |  |  |  |  |  |  |  |  |  |  |  |  |
|  |                                   |  |  |  |  |  |  |  |  |  |  |  |  |  |  |  |
|  |                                   |  |  |  |  |  |  |  |  |  |  |  |  |  |  |  |
|  | 22. Juan II de Francia (= 16)     |  |  |  |  |  |  |  |  |  |  |  |  |  |  |  |
|  |                                   |  |  |  |  |  |  |  |  |  |  |  |  |  |  |  |
|  |                                   |  |  |  |  |  |  |  |  |  |  |  |  |  |  |  |
|  | 11. Isabel de Valois              |  |  |  |  |  |  |  |  |  |  |  |  |  |  |  |
|  |                                   |  |  |  |  |  |  |  |  |  |  |  |  |  |  |  |
|  |                                   |  |  |  |  |  |  |  |  |  |  |  |  |  |  |  |
|  | 23. Bona de Luxemburgo (= 17)     |  |  |  |  |  |  |  |  |  |  |  |  |  |  |  |
|  |                                   |  |  |  |  |  |  |  |  |  |  |  |  |  |  |  |
|  |                                   |  |  |  |  |  |  |  |  |  |  |  |  |  |  |  |
|  | 1. Luis XII de Francia            |  |  |  |  |  |  |  |  |  |  |  |  |  |  |  |
|  |                                   |  |  |  |  |  |  |  |  |  |  |  |  |  |  |  |
|  |                                   |  |  |  |  |  |  |  |  |  |  |  |  |  |  |  |
|  | 24. Adolfo II, conde de la marca  |  |  |  |  |  |  |  |  |  |  |  |  |  |  |  |
|  |                                   |  |  |  |  |  |  |  |  |  |  |  |  |  |  |  |
|  |                                   |  |  |  |  |  |  |  |  |  |  |  |  |  |  |  |
|  | 12. Adolfo III, conde de la marca |  |  |  |  |  |  |  |  |  |  |  |  |  |  |  |
|  |                                   |  |  |  |  |  |  |  |  |  |  |  |  |  |  |  |
|  |                                   |  |  |  |  |  |  |  |  |  |  |  |  |  |  |  |
|  | 25. Margarita de Cleves           |  |  |  |  |  |  |  |  |  |  |  |  |  |  |  |
|  |                                   |  |  |  |  |  |  |  |  |  |  |  |  |  |  |  |
|  |                                   |  |  |  |  |  |  |  |  |  |  |  |  |  |  |  |
|  | 6. Adolfo I, duque de Clèves      |  |  |  |  |  |  |  |  |  |  |  |  |  |  |  |
|  |                                   |  |  |  |  |  |  |  |  |  |  |  |  |  |  |  |
|  |                                   |  |  |  |  |  |  |  |  |  |  |  |  |  |  |  |
|  | 26. Gerardo VI de Jülich          |  |  |  |  |  |  |  |  |  |  |  |  |  |  |  |
|  |                                   |  |  |  |  |  |  |  |  |  |  |  |  |  |  |  |
|  |                                   |  |  |  |  |  |  |  |  |  |  |  |  |  |  |  |
|  | 13. Margarita de Julich           |  |  |  |  |  |  |  |  |  |  |  |  |  |  |  |
|  |                                   |  |  |  |  |  |  |  |  |  |  |  |  |  |  |  |
|  |                                   |  |  |  |  |  |  |  |  |  |  |  |  |  |  |  |
|  | 27. Margarita de Ravensberg       |  |  |  |  |  |  |  |  |  |  |  |  |  |  |  |
|  |                                   |  |  |  |  |  |  |  |  |  |  |  |  |  |  |  |
|  |                                   |  |  |  |  |  |  |  |  |  |  |  |  |  |  |  |
|  | 3. María de Cleves                |  |  |  |  |  |  |  |  |  |  |  |  |  |  |  |
|  |                                   |  |  |  |  |  |  |  |  |  |  |  |  |  |  |  |
|  |                                   |  |  |  |  |  |  |  |  |  |  |  |  |  |  |  |
|  | 28. Felipe II de Borgoña          |  |  |  |  |  |  |  |  |  |  |  |  |  |  |  |
|  |                                   |  |  |  |  |  |  |  |  |  |  |  |  |  |  |  |
|  |                                   |  |  |  |  |  |  |  |  |  |  |  |  |  |  |  |
|  | 14. Juan I, duque de Borgoña      |  |  |  |  |  |  |  |  |  |  |  |  |  |  |  |
|  |                                   |  |  |  |  |  |  |  |  |  |  |  |  |  |  |  |
|  |                                   |  |  |  |  |  |  |  |  |  |  |  |  |  |  |  |
|  | 29. Margarita, condesa de Flandes |  |  |  |  |  |  |  |  |  |  |  |  |  |  |  |
|  |                                   |  |  |  |  |  |  |  |  |  |  |  |  |  |  |  |
|  |                                   |  |  |  |  |  |  |  |  |  |  |  |  |  |  |  |
|  | 7. María de Borgoña               |  |  |  |  |  |  |  |  |  |  |  |  |  |  |  |
|  |                                   |  |  |  |  |  |  |  |  |  |  |  |  |  |  |  |
|  |                                   |  |  |  |  |  |  |  |  |  |  |  |  |  |  |  |
|  | 30. Alberto I, duque de Baviera   |  |  |  |  |  |  |  |  |  |  |  |  |  |  |  |
|  |                                   |  |  |  |  |  |  |  |  |  |  |  |  |  |  |  |
|  |                                   |  |  |  |  |  |  |  |  |  |  |  |  |  |  |  |
|  | 15. Margarita de Baviera          |  |  |  |  |  |  |  |  |  |  |  |  |  |  |  |
|  |                                   |  |  |  |  |  |  |  |  |  |  |  |  |  |  |  |
|  |                                   |  |  |  |  |  |  |  |  |  |  |  |  |  |  |  |
|  | 31. Margarita de Brieg            |  |  |  |  |  |  |  |  |  |  |  |  |  |  |  |
|  |                                   |  |  |  |  |  |  |  |  |  |  |  |  |  |  |  |
|  |                                   |  |  |  |  |  |  |  |  |  |  |  |  |  |  |  |

## Sucesión
| Predecesor: Carlos I        | Duque de Orleans 1465-1515         | Sucesor: Se reintegra a las Tierras de la Corona de Francia |
| Predecesor: Carlos VIII     | Rey de Francia 1498-1515           | Sucesor: Francisco I                                        |
| Predecesor: Ludovico Sforza | Duque de Milán (invasor) 1499-1500 | Sucesor: Ludovico Sforza                                    |
| Predecesor: Ludovico Sforza | Duque de Milán (invasor) 1500-1512 | Sucesor: Maximiliano Sforza                                 |
| Predecesor: Federico IV     | Rey de Nápoles (invasor) 1501-1504 | Sucesor: Fernando III                                       |